# Giao ước chết
Giao ước chết (tiếng Thái: เพื่อน..ที่ระลึก (tiếng Anh: The Promise) là bộ phim điện ảnh thể loại kinh dị Thái Lan công chiếu vào năm 2017. Phim với sự tham gia của Namthip Jongrachatawiboon và thí sinh cũng là học trò của cô tại cuộc thi The Face Thailand Apichaya Thongkam. Phim công chiếu tại Thái Lan vào ngày 07/09/2017 và Việt Nam vào ngày 24/11/2017.

## Nội dung
Ib và Boum là đôi bạn thân từ nhỏ, hai ông bố của Ib và Boum cũng là bạn làm ăn cùng đầu tư xây dựng một dự án căn hộ cao cấp. Năm 1997, cuộc khủng hoảng tài chính ở Thái Lan bùng nổ. Từ hai tiểu thư giàu có xa hoa bỗng chốc không còn gì và phải gánh những món nợ khổng lồ thay cha. Quẫn trí Ib và Boum quyết định cùng nhau tự sát, nhưng Boum không đủ can đảm như Ib, quá sợ hãi Boum đã bỏ chạy và ôm nỗi day dứt đó tiếp tục sống suốt 20 năm. Thời gian trôi đi Boum trở thành một doanh nhân thành công, và có một cô con gái xinh đẹp là Bell. Như có một thế lực kì bí dẫn đường Bell vô tình tìm đến địa điểm khi xưa xảy ra biến cố kinh hoàng. Kể từ đó mỗi đêm là mỗi cơn ác mộng không chỉ với Bell mà còn đối với Boum. Liệu hai mẹ con có thể thoát qua được kiếp nạn này hay cả hai cùng phải trả giá cho lời hứa bồng bột năm xưa ?

## Diễn viên
- Namthip Jongrachatawiboon vai Boum
- Apichaya Thongkam vai Bell
- Thunyaphat Pattarateerachaicharoen vai Boum (hồi trẻ)
- Panisara Rikulsurakan vai Ib
- Duentem Salitul vai mẹ của Ib
- Benjamin Joseph Varney vai Aof (em trai Ib)
- Suchada Poonpattanasuk vai mẹ của Boum
- Surachai Ningsanond vai bố của Boum
- Teerapop Songwaja vai bé Mon
- Duangjai Hiransri vai mẹ của Mon
- Sawanee Utoomma vai dì Chu
- Chaleeda Gilbert vai Taew

## Bối cảnh phim

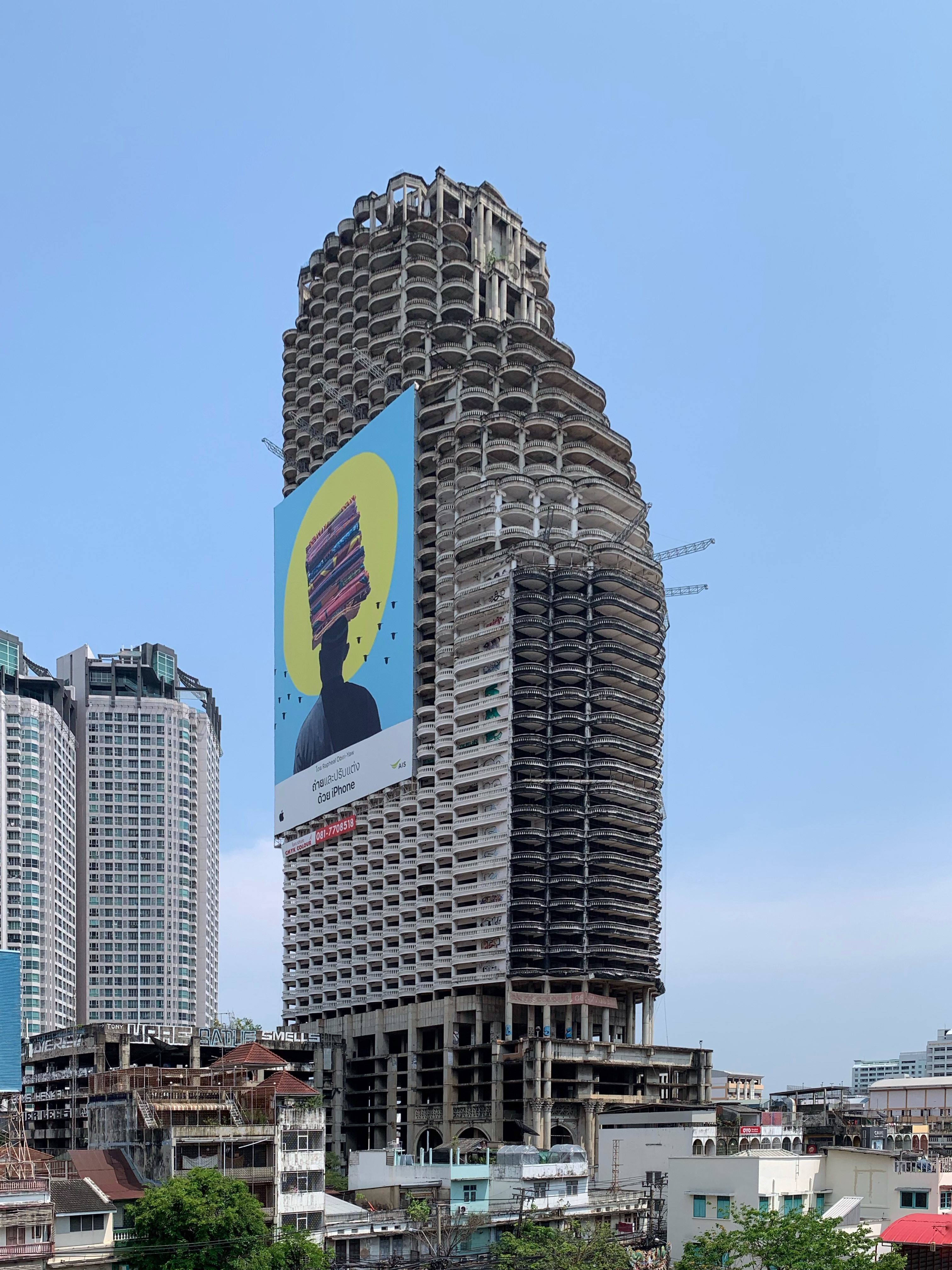
Sathorn Unique Tower

Dòng phim kinh dị Thái Lan từng khiến Hollywood nhiều lần phải nghiêng mình với Shutter (2004), Alone (2007), Ladda Land (2011),... Trong đó, Ladda Land của đạo diễn Sophon Sakdaphisit được những trang báo danh tiếng như Variety và Hollywood Reporter dành nhiều lời khen ngợi "đậm chất kinh dị Thái". Sau 6 năm, bậc thầy phim ma xứ Chùa Vàng trở lại với The Promise, qua bối cảnh toà nhà ma ám nổi tiếng Sathorn Unique toạ lạc ở Bangkok. Đằng sau xuất phẩm kinh dị này là những câu chuyện rùng rợn không kém những thước phim trên màn ảnh.
Hơn hai thập kỷ qua, toà nhà chọc trời Sathorn Unique nằm sững sờ, lạnh lẽo giữa thủ đô Thái Lan, nơi diễn ra hàng loạt câu chuyện kỳ quái và những cái chết rùng rợn. Theo lời kể, toà nhà này được xây dựng trên nền đất từng là nghĩa địa xưa. Nhiều người cho rằng Sathorn Unique đã "phạm huý" với ngôi chùa linh thiêng Wat Yannawa nằm ở đối diện.
Năm 1997, nền kinh tế toàn châu Á rơi vào khủng hoảng trầm trọng. Chính vì lẽ đó, dự án Sathorn Unique bị ngừng hoạt động mặc dù nó đã được hoàn thành hơn 80% công trình. Kể từ đây, toà tháp chọc trời này bị bỏ hoang, trở thành nơi tụ tập của những người vô gia cư.
Toà nhà Sathorn Unique gắn với hàng loạt những sự kiện kỳ lạ. Năm 1993, chủ sở hữu của toà nhà, kiêm kiến trúc sư Rangsan Torsuwan đã bị cáo buộc âm mưu ám sát Chánh án Tòa án Tối cao. Mãi đến tận năm 2010, ông mới được phán trắng án. Nhưng rùng rợn hơn, nơi đây cũng nhanh chóng trở thành "thiên đường chết chóc" khi nhiều người chọn Sathorn Unique là địa điểm tự tử.
Bên cạnh đó, ở Sathorn Unique, người ta còn phát hiện ra những cái xác đang trong tình trạng phân huỷ. Họ là những người vô gia cư đến đây trú ngụ mặc cho lệnh niêm phong của chủ nhà. Nhiều xác chết nằm co ro, lạnh lẽo không rõ nguyên nhân càng dấy lên niềm tin về sự ma quái của Sathorn Unique.
Nhà sản xuất Jira Maligool chia sẻ: "Tôi chưa bao giờ tưởng tượng mình sẽ quay phim trong toà tháp ma này, bởi vì nó đã bị niêm phong, không ai được phép vào cả. Sau khi tôi và Jim (đồng đạo diễn phim) hoàn thành kịch bản, anh ấy bảo tôi hãy xin phép của chủ sở hữu toà nhà. Cuối cùng chúng tôi đã xin được. Bản thân Sathorn Unique là chứng nhân lịch sử của vụ khủng hoảng tài chính năm 1997. Năm 2017, chúng tôi làm phim để tưởng nhớ 20 năm kể từ sự kiện đau thương đó. Ngày đầu tiên quay phim, tôi choáng ngợp trước kiến trúc dở dang, mái hiên bị ngập nước, tường phủ đầy rêu, cỏ mọc đầy sàn nhà. Toà nhà ma này thực sự trở thành một nhân vật hấp dẫn trong phim kinh dị".
Việc quay phim trong một toà nhà bỏ hoang đã khiến cho ê-kip gặp phải nhiều khó khăn. Địa điểm chính của bộ phim này là tầng 47 của Sathorn Unique. Tuy nhiên, toà nhà bỏ hoang lại không hề có thang máy. Đoàn làm phim chỉ xây dựng thang tạm bợ để di chuyển các thiết bị ghi hình, còn các thành viên trong đoàn vẫn phải cuốc bộ, càng không có sự phân biệt nào giữa diễn viên chính hay quần chúng. Ngôi sao hạng A của điện ảnh xứ Chùa Vàng, Namthip Jongrachatawiboon, đồng thời là nữ chính của phim luôn là người đi bộ nhanh nhất và có mặt sớm nhất tại phim trường.
Đạo diễn Sophon Sakdaphisit cho biết: "Chúng tôi đã phải đảm bảo an toàn tuyệt đối cho cả đoàn vì Sathorn Unnique là một nơi bỏ hoang, do đó có rất nhiều thứ ngoài ý muốn có thể xảy ra. Mỗi lần bước vào đây, chúng tôi đều không quên xin phép các linh hồn đang trú ngụ ở đây".
Apichaya Thongkham cho biết cô rất vui mừng vì được chọn tham gia phim, tuy nhiên cũng lo lắng khi bản thân cô là một người "yếu bóng vía" và cực kỳ sợ ma. Nữ diễn viên sởn gai ốc kể lại trải nghiệm khi quay phim: "Tôi thực sự sợ ma và tôi chắc chắn mình đã gặp ma một lần rồi. Từ ngày quay đầu tiên cho đến ngày kết thúc, tôi đã phải cầu nguyện liên tục. Mỗi khi leo lên toà nhà, tôi phải mang ảnh Phật theo bên mình. Ngoài sợ ma, tôi còn sợ độ cao. Có một cảnh phim, tôi đứng ngay ở mép nền nhà. Tôi không thể diễn được, thậm chí còn không khóc thành tiếng. Sau đó, huấn luyện viên diễn xuất Ngor đã dạy tôi cách phân tán nỗi sợ bằng việc tạo ra tiếng ồn và tập trung vào nó. Cuối cùng tôi đã hoàn thành cảnh phim".